# 혼다 다케시 (축구 선수)
혼다 다케시(일본어: 本多 剛, 1981년 5월 20일 ~ )는 일본의 전 축구 선수이다.

## 구단 경력
과거 방포레 고후에서 활동하였다.